# Mémorial Interallié
Pour les articles homonymes, voir Interallié.
Le Mémorial Interallié est un mémorial construit après la Première Guerre mondiale, à Liège, en Belgique. Le mémorial est constitué de l'église du Sacré-Cœur comme édifice religieux et d'une tour comme monument civil. Il commémore la participation des alliés à la Première Guerre mondiale.

## Historique
Liège, en tant que première ville à s'être opposée efficacement aux envahisseurs en 1914, est choisie en 1925 par la Fédération interalliée des anciens combattants (FIDAC) comme lieu d'édification d'un monument interallié, financé par des souscriptions publiques et privées dans les pays alliés. Sa conception est confiée à l'architecte anversois Joseph Smolderen, et les travaux qui débutent en septembre 1928 sur la colline de Cointe, s'arrêtent, inachevés, en 1935. L'édifice religieux, le premier, est béni et consacré au Sacré-Cœur en 1936. Le monument civil est inauguré le 20 juillet 1937 en présence du roi Léopold III.
L'État belge, devenu propriétaire de la tour en 1949 fait procéder en 1962 à des travaux de restauration, le site ayant été durement touché par les bombardements aériens de la Seconde Guerre mondiale. Les travaux s'achevèrent en 1968 : le 20 novembre, le roi Baudouin Ier procède à une nouvelle et seconde inauguration.
Depuis 1985, la tour et l'église sont ouvertes au public, mais seulement trois fois par an (le week-end de la pentecôte, les journées du patrimoine et le jour de la fête nationale belge).

## Description
L'église abrite des trésors dont les statues de deux saints : saint Maur et saint Mort qui est le saint honoré à Cointe[réf. nécessaire].
Le mémorial civil compte, dans son enceinte, plusieurs monuments offerts à Liège par les nations alliées ; sept pays sont actuellement représentés : l'Italie, la France, la Roumanie, l'Espagne, la Grèce, la Grande-Bretagne, la Pologne et la Russie.
Ces monuments sont situés les uns à l'extérieur (sur l'esplanade), les autres à l'intérieur de la tour votive (dans la crypte et les salles basse et haute).
La tour haute de 75 mètres, de tendance Art déco, est coiffée d'un couronnement cylindrique à retraites successives.
Le site de Cointe est unique en Belgique puisque, seul à associer civil et religieux dans une même reconnaissance, il représente un symbole de l'hommage collectif de tous les alliés de 1914-1918 à la Belgique.
La Régie des Bâtiments (organisme fédéral) va procéder à la rénovation à la fois intérieure et extérieure du site à partir du printemps 2007.
L'église a été désacralisée fin 2010 et est actuellement en attente d'un projet de reconversion. Elle est classée au patrimoine wallon début 2011.
Depuis 2000, le tunnel de Cointe, qu'emprunte l'autoroute belge A602, passe sous le site.

## Œuvres
La tour ainsi que l'esplanade comportent de nombreuses œuvres mémorielles offertes par les Nations alliées.

### Externes
- Italie : La Statue du fantassin italien
- Royaume-Uni : Le « Mur » dédié aux « valeureuses forces armées britanniques ».
- Pologne : Les pierres levées pour la Pologne.
- Russie : Composition tragique « Aux soldats russes et soviétiques ».
- Grèce : Monument composé d'un empilement de casques inspirés des combattants spartiates.
- L'un des côtés de l'esplanade est fermé par un mur portant la mention « Aux défenseurs de Liège, les Nations alliées, 1914-1918 ».

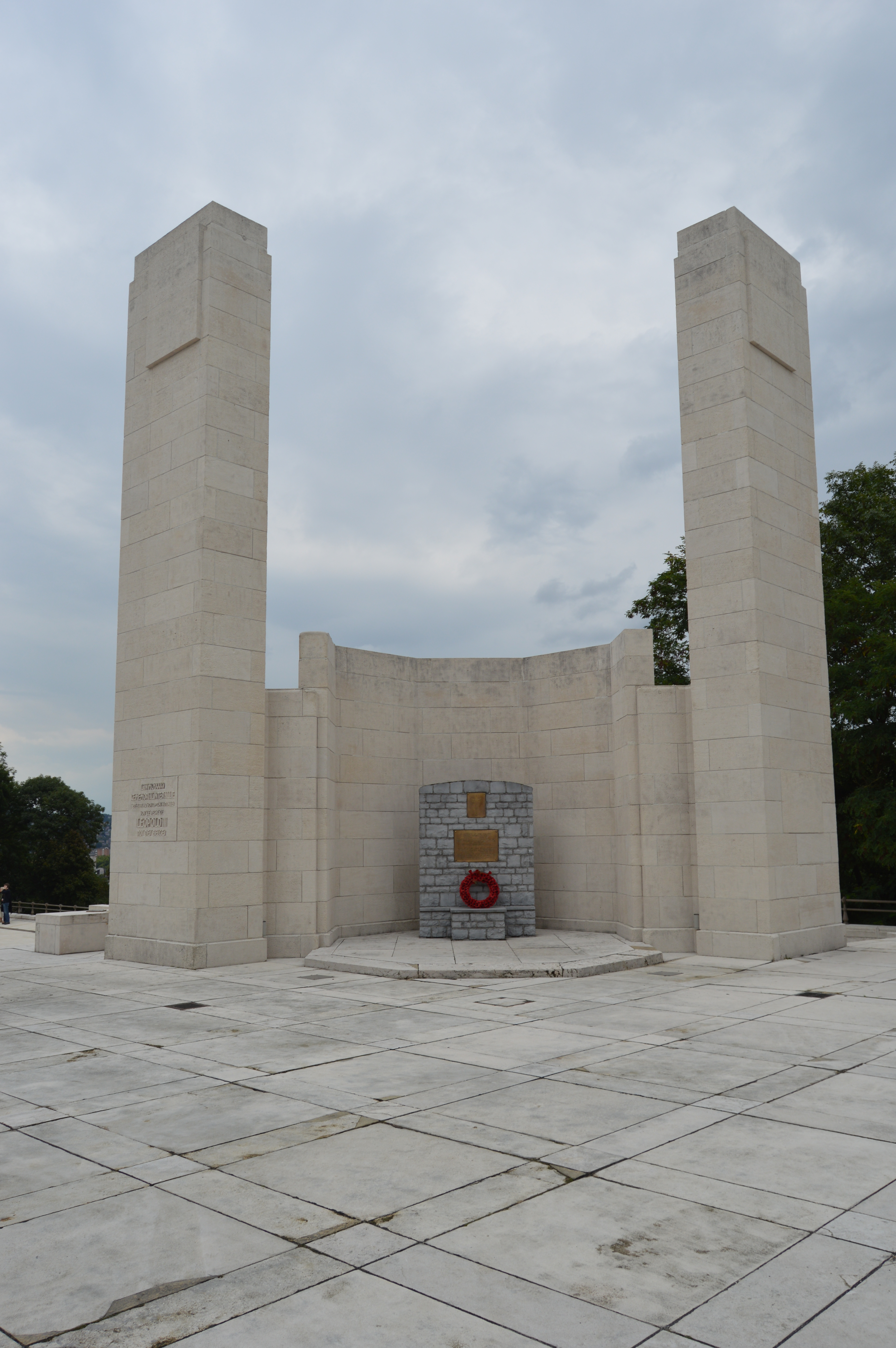
Monument britannique
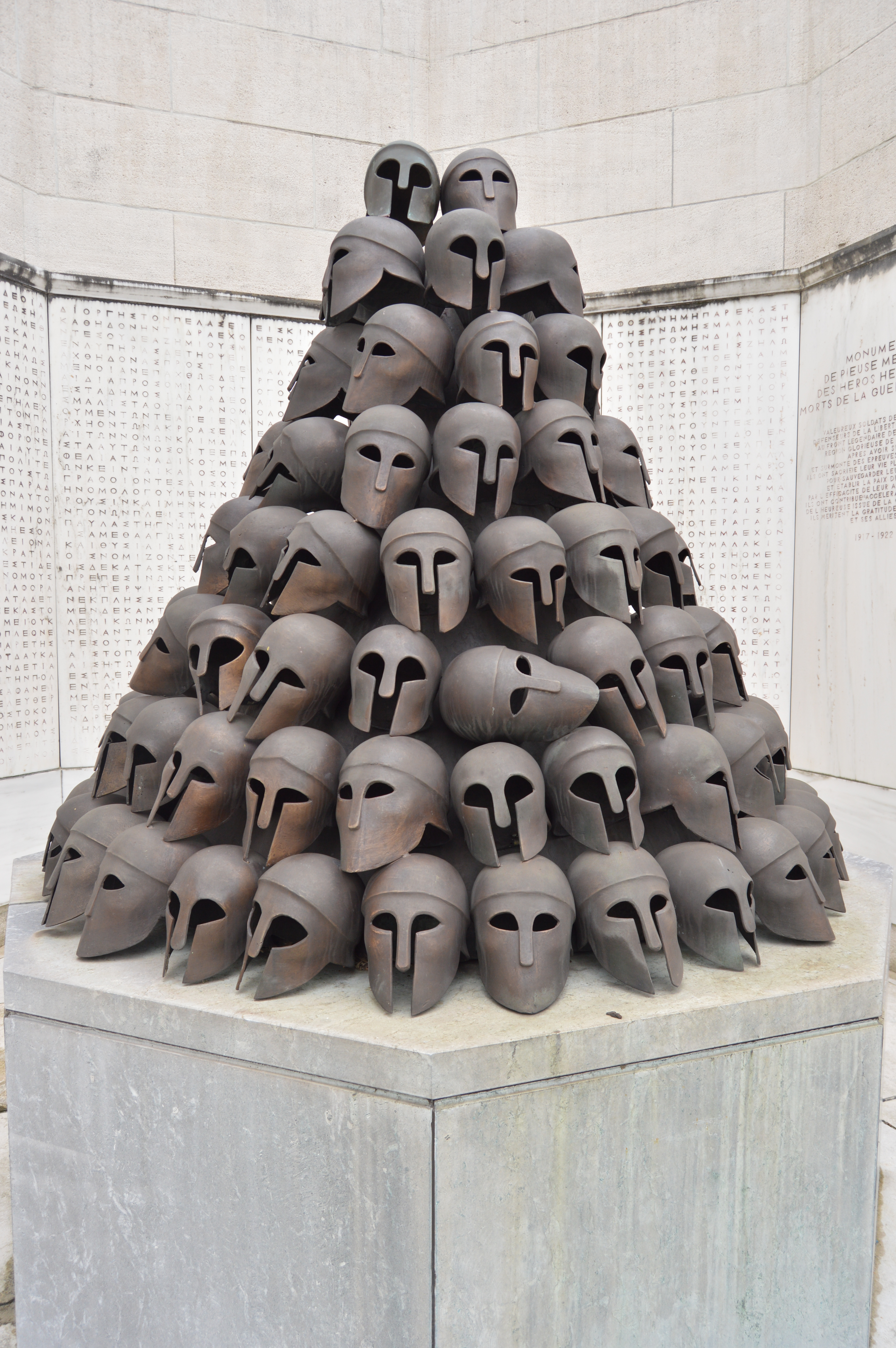
Monument grec
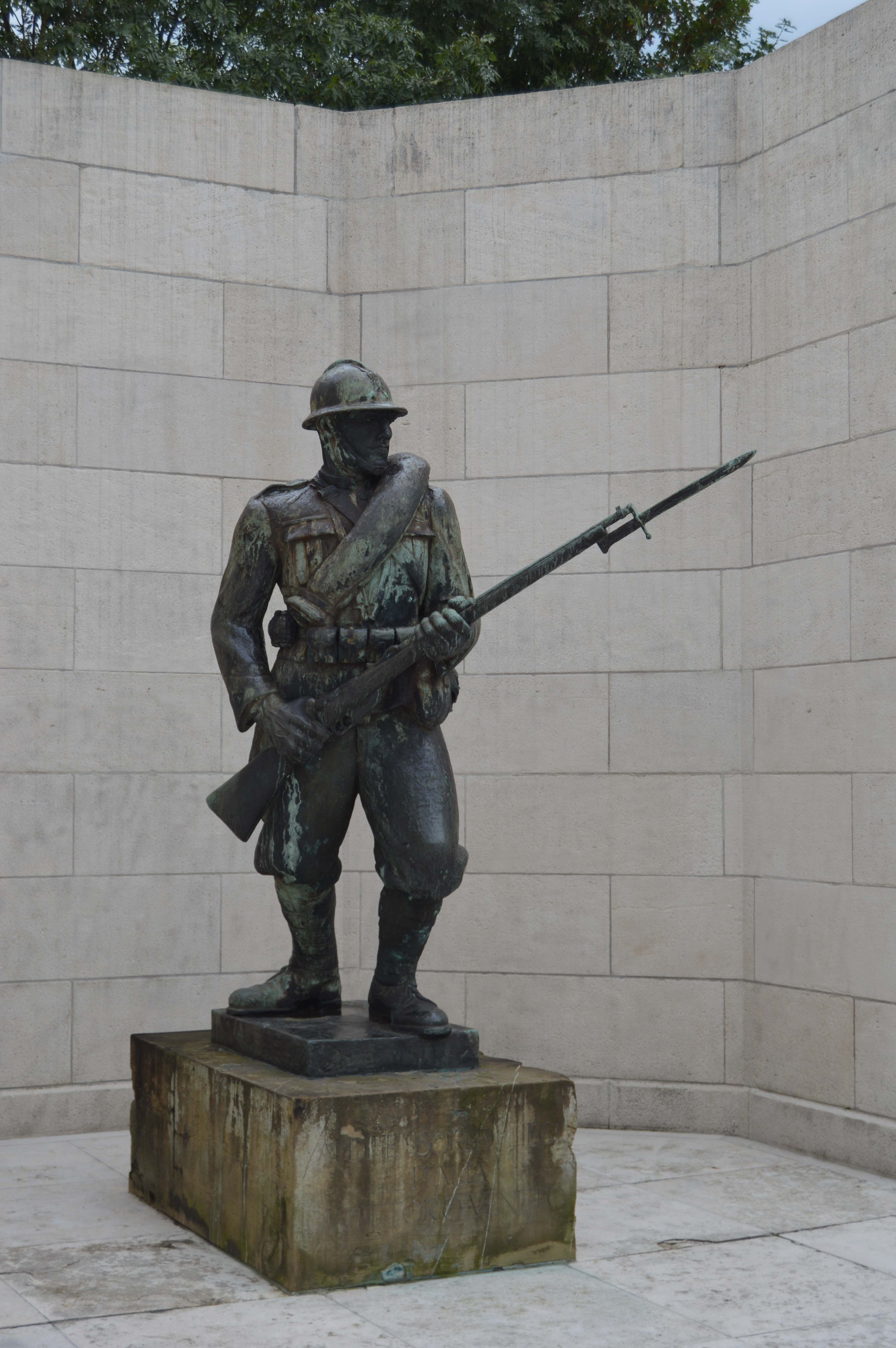
Monument italien
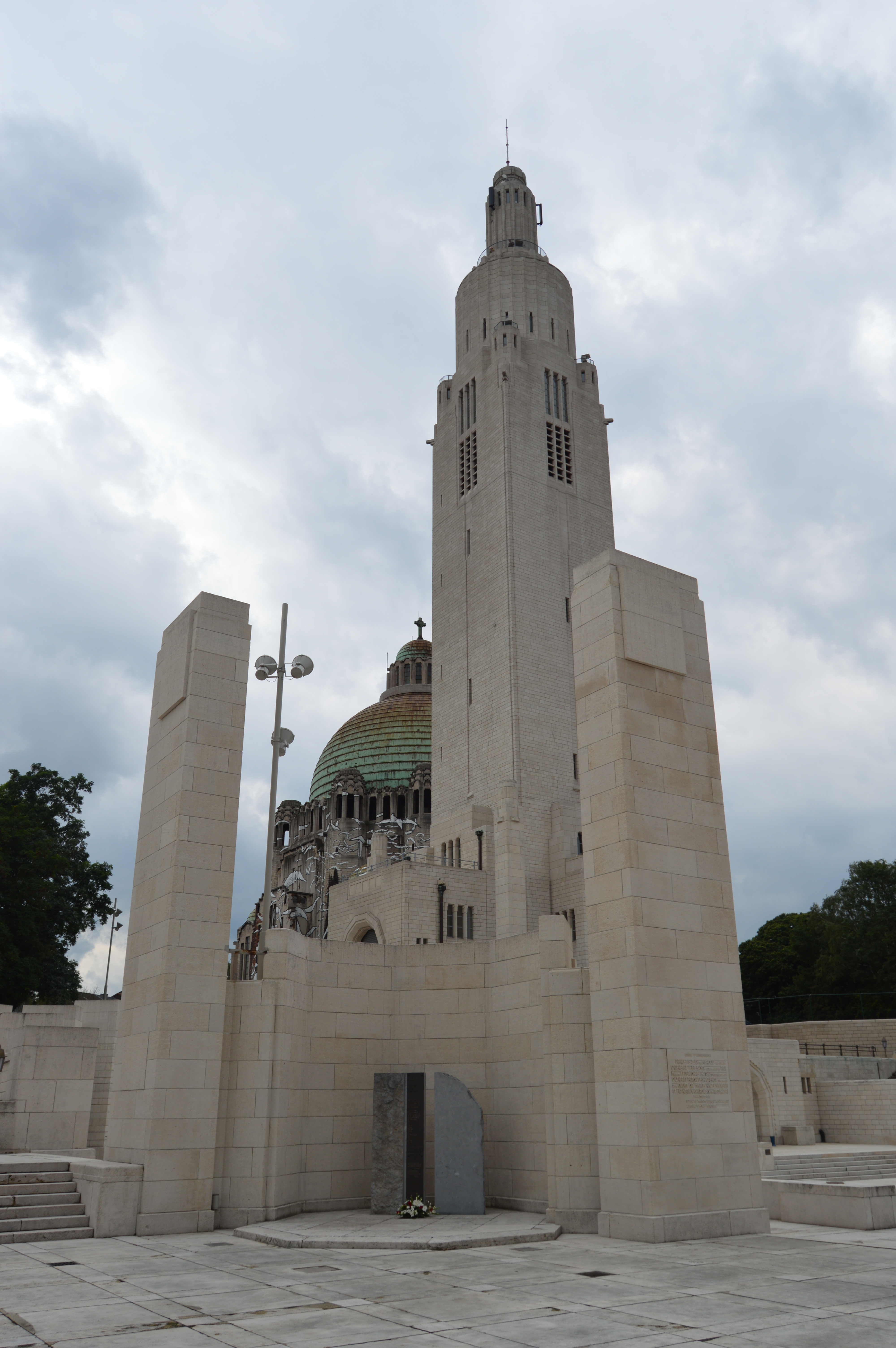
Monument polonais
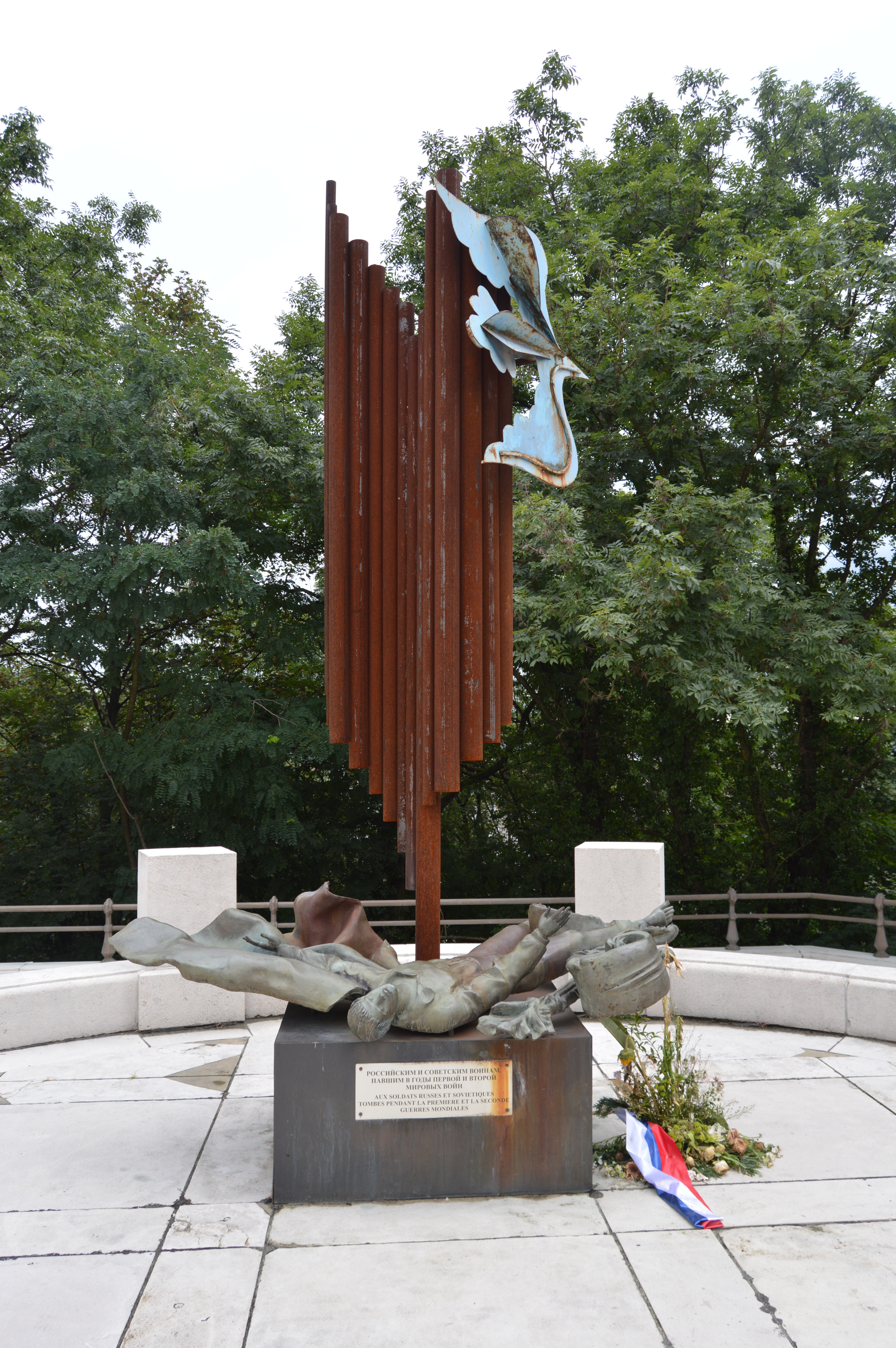
Monument russe
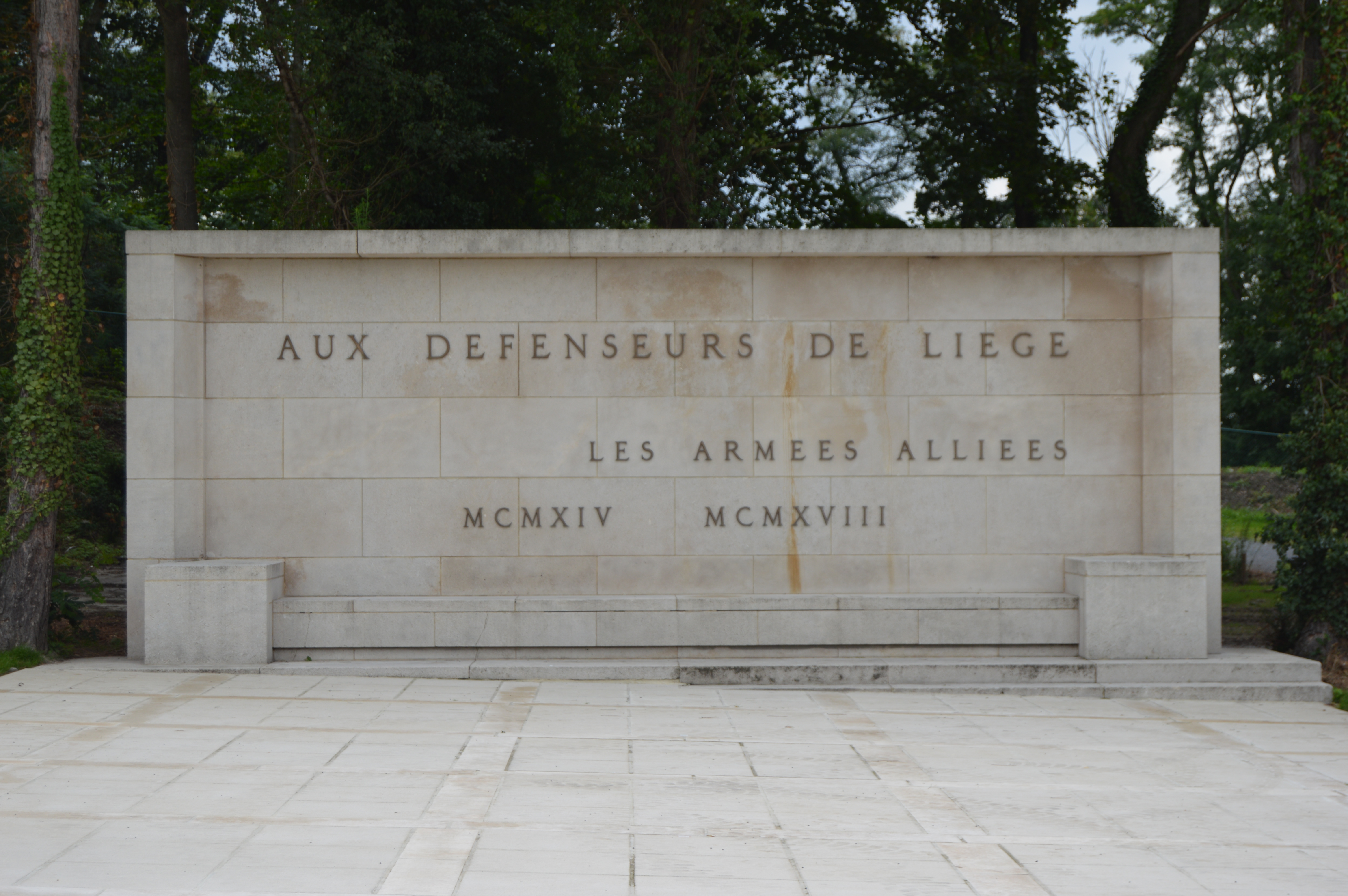
Monument aux défenseurs de Liège

### Tour
- France : Allégorie « À la Belgique, la France reconnaissante » (comprenant un message du Président français Raymond Poincaré et du Roi Albert Ier).
- Roumanie : Le sarcophage « Aux Héros ».
- Espagne : pays neutre en 14-18 mais qui a aidé au ravitaillement d'où la plaque « La Belgique se souvient de l'aide humanitaire du noble peuple espagnol ».

## Phare
En novembre 2012, les essais pour l'installation d'un phare au sommet de la tour sont effectués. Le phare, semblable à celui de la tour Eiffel, a été inauguré le 4 août 2014 date qui coïncide avec les célébrations du centenaire du début de la Première Guerre mondiale. Le phare fonctionnera, au plus, 4 heures par nuit, jamais après 1 heure du matin et uniquement le weekend et jours festifs ou commémoratifs,.

## Commémoration de la Première Guerre mondiale
Une commémoration majeure pour le centenaire du début de la Première Guerre mondiale s'y déroule le 4 août 2014, à laquelle participent de nombreux chefs d'État et représentants des anciens belligérants.

## Panorama

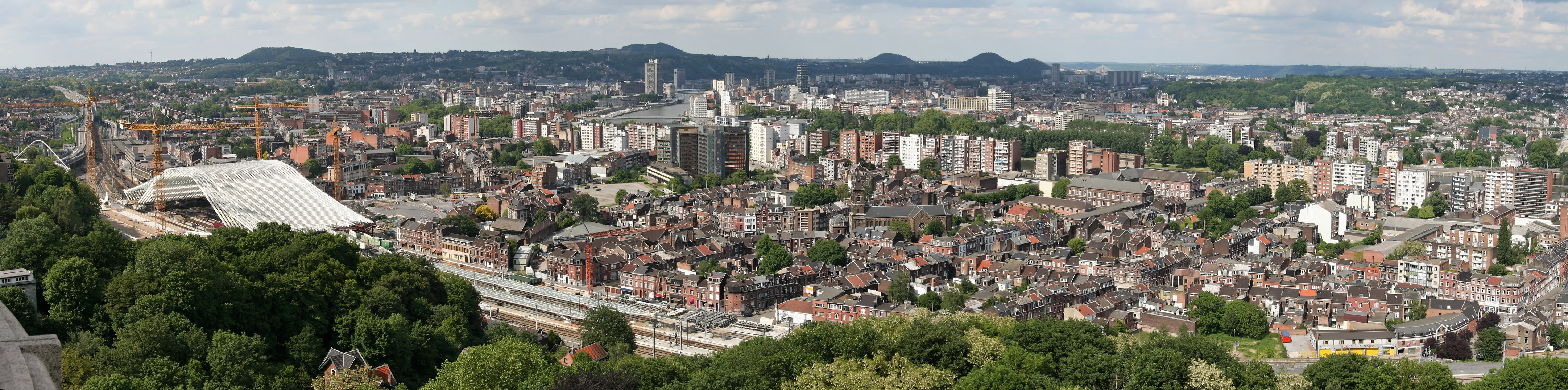
Vue de la ville depuis le sommet du Mémorial interallié. À gauche la Gare de Liège-Guillemins en construction (juin 2006), que quittent les voies de chemin de fer en direction de Bruxelles empruntant le plan incliné de la côte d'Ans. On remarque la Meuse au cœur de la ville, ainsi qu'à l'horizon, de gauche à droite, les terrils Sainte-Barbe, Batterie nouveau, Petite Bacnure, Bernalmont et Belle-Vue.

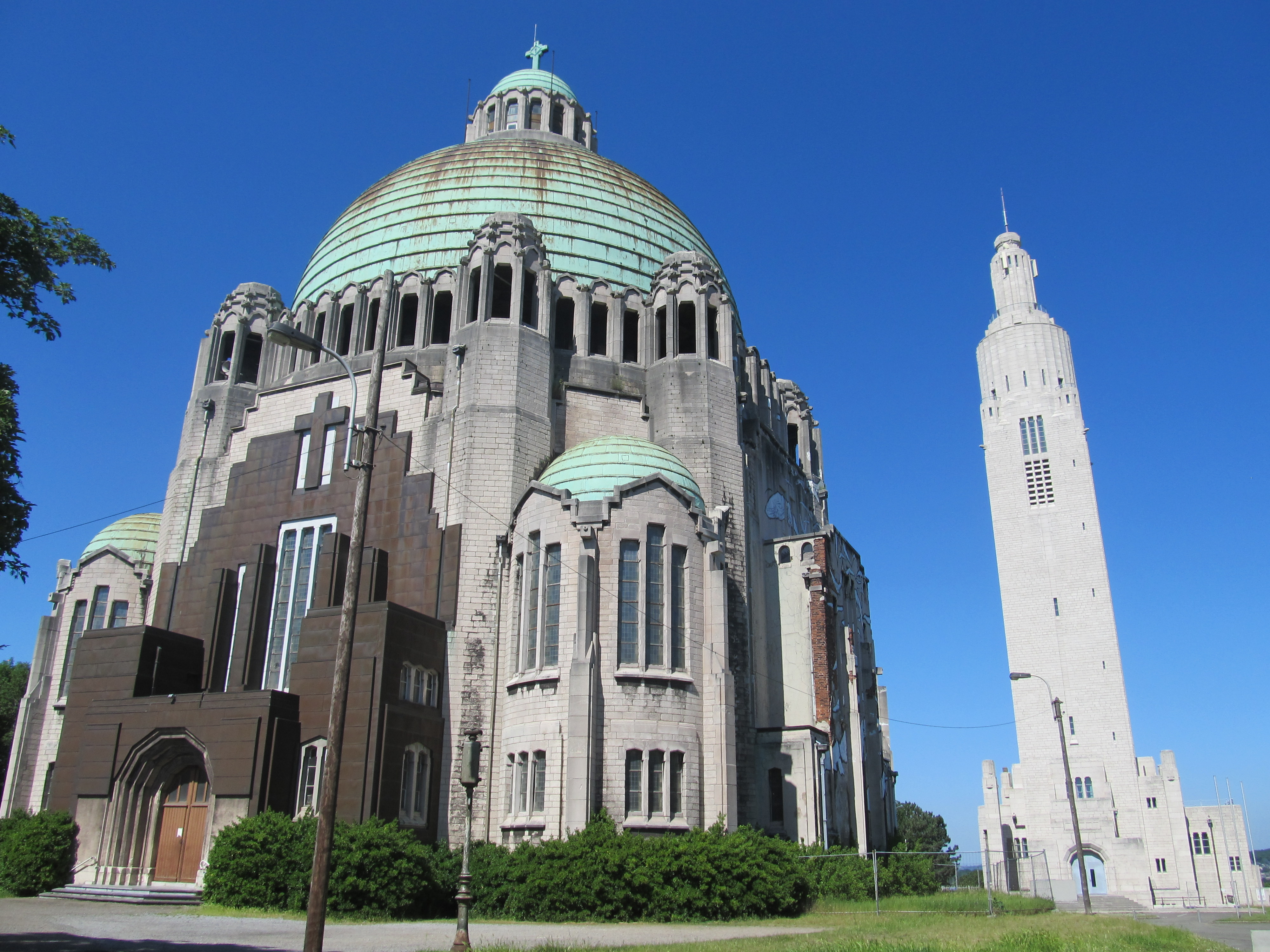
Memorial Interallié de Cointe. À l'avant-plan Église du Sacré-Cœur et Notre-Dame-de-Lourdes.
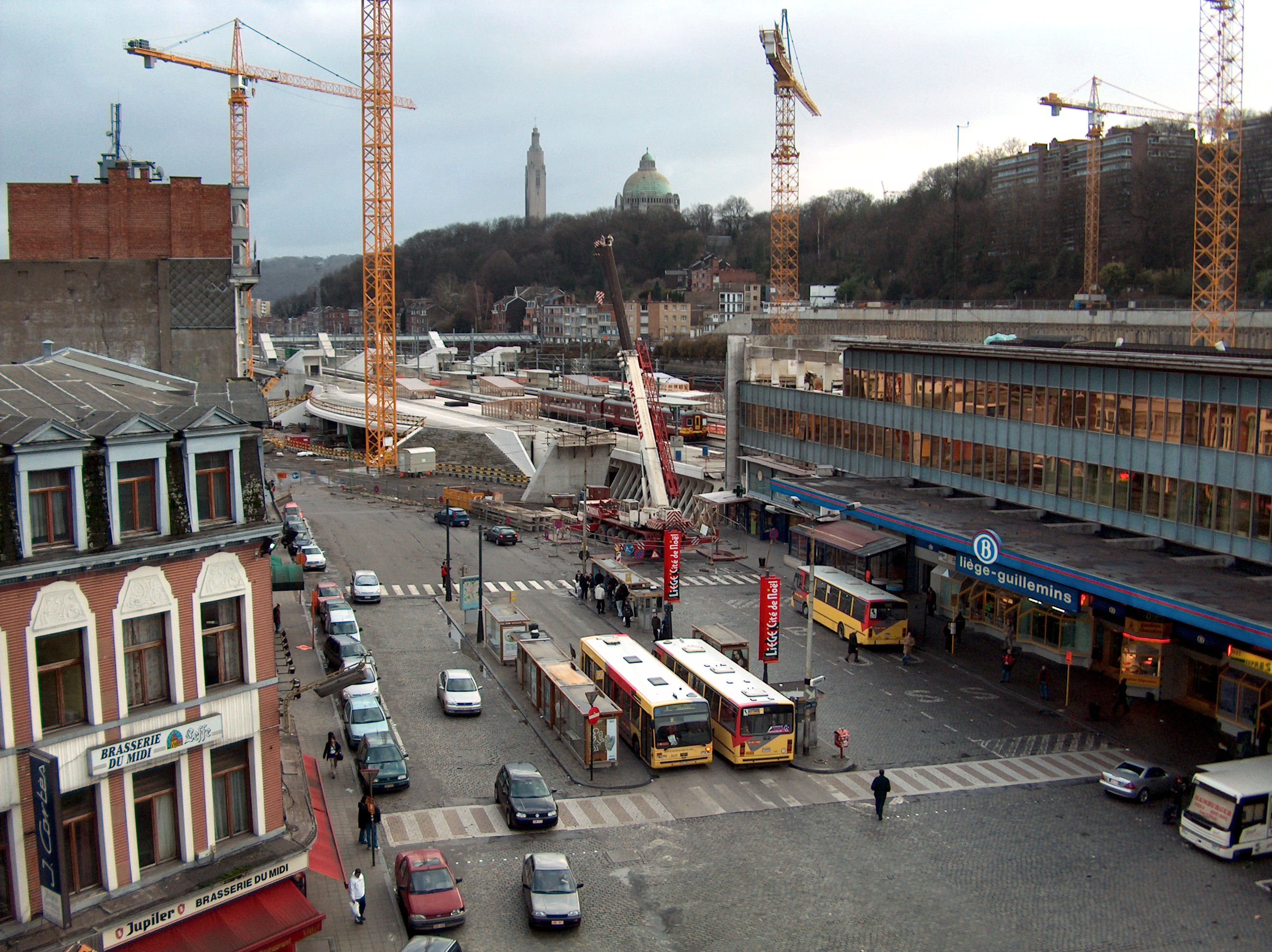
Vue du chantier de la nouvelle gare des Guillemins en 2003. Au fond, les deux bâtiments du Mémorial Interallié